# Romanas Raulynaitis
Romanas Raulynaitis (* 30. Januar 1968) ist ein litauischer Manager und Rechtsanwalt, Vorstandsmitglied des Konzerns MG Baltic, des Fernsehsenders UAB LNK und Aufsichtsratsvorsitzende der AB Stumbras.

## Leben
Nach dem Abitur absolvierte Romanas Raulynaitis drei Studiengänge (zuerst Geschichte, dann Rechtswissenschaft und Wirtschaft) an der Vilniaus universitetas. Von 1991 bis 1995 arbeitete er als Direktor des Jonas-Basanavičius-Museums Ožkabaliai bei Marijampolė.
Von 1996 bis 1998 war er Leiter der Abteilung für Werbung und Marketing am Lietuvos informacijos institutas, von 1998 bis 2000 Berater an der Rechtsabteilung von Regierungskanzlei Litauens, von 2000 bis 2004 Direktor für Rechtsangelegenheiten im Konzern MG Baltic. Er ist Anwalt der Rechtsanwaltskanzlei Raulynaitis, Žemkauskienė ir partneriai.
Er ist verheiratet und hat einen Sohn und eine Tochter.

## Quelle
- Leben

| Personendaten    | Personendaten                        |
| ---------------- | ------------------------------------ |
| NAME             | Raulynaitis, Romanas                 |
| KURZBESCHREIBUNG | litauischer Manager und Rechtsanwalt |
| GEBURTSDATUM     | 30. Januar 1968                      |